# Paul Kornfeld
Œuvres principales
Paul Kornfeld (11 décembre 1889 à Prague en Autriche-Hongrie - 25 avril 1942 dans le  Ghetto de Łódź, en Pologne occupée) est un écrivain et dramaturge représentant de l’expressionnisme littéraire allemand.

## Biographie
Paul Kornfeld est issu d'une famille religieuse juive de Prague. En 1916, il s'installe à Francfort. Sa pièce expressionniste Die Verführung (« La séduction ») est publiée la même année par le S. Fischer Verlag et représentée à Francfort le 8 décembre 1917.
Avec la fin du mouvement littéraire expressionniste Kornfeld se tourne, à partir de 1922, vers la comédie. Ces pièces de théatre réutilisent avec ironie les thèmes de ses propres drames expressionnistes. En 1930, son Jud Süß (« Juif Süss ») fait écho à l'antisémitisme montant en Allemagne.
En 1933, il s'exile et retourne à Prague. Ses ouvrages sont interdits de publication en Allemagne par les Nazis. Il travaille à son premier roman Blanche. En 1941, Prague est sous occupation allemande. Il est déporté vers le Ghetto de Łódź où il meurt début 1942.

## Ouvrages
- 1916, Die Verführung, théâtre
- 1919, Himmel und Hölle, théâtre
- 1922, Der ewige Traum, théâtre
- 1957, Blanche oder das Atelier im Garten, roman (posthume)

## Sources
- (de) Günther Rühle, 1973, Die Verführung dans Zeit und Theater, Band 1. Von Kaiserreich zur Republik, 1913-1925, Francfort, Propyläen Verlag.